# Adolf Brennecke
Adolf Brennecke, originariamente Brenneke (Bad Gandersheim, 23 agosto 1875 – Gelsenkirchen, 20 gennaio 1946) è stato uno storico e archivista tedesco.

## Biografia

### Formazione e carriera archivistica
Johann Friedrich Robert Adolf Brennecke nacque a Bad Gandersheim, nella Bassa Sassonia, da Heinrich, un direttore d'orchestra, e da Berta Pick, anche lei figlia di un direttore d'orchestra. Dopo aver frequentato il Progiannasium di Gandersheim e ottenuto il diploma di scuola superiore a Goslar, studiò dal 1895 al 1898 germanistica e storia tedesca alle Università di Jena, di Göttingen, di Monaco e di Marburg. Dopo aver ottenuto il dottorato all'Università di Marburg (1898), iniziò la sua carriera di archivista nel 1899 con lo studio presso la scuola dell'Archivio di Stato di Marburg, dove prestò servizio anche come volontario. Nel 1900 si trasferì nell'Archivio di Stato di Münster. Ulteriori tappe della sua carriera professionale furono la partecipazione alla creazione degli Archivi di Stato prussiani a Danzica tra il 1905 e il 1908 e, dal 1908 al 1930, il lavoro presso gli Archivi di Stato di Hannover (dal 1923) ed infine presso gli Archivi di Stato Segreti a Berlino (1930 quale vicedirettore, nel 1936 come direttore). Nella prima guerra mondiale aveva servito come capitano.

### L'attività di storico
Il suo lavoro quale storico si è concentrato sull'evoluzione delle comunità monastiche precedenti e successivi alla Riforma e sul corso della medesima nel Principato di Calenberg-Göttingen. Già nel 1910, fu nominato quale membro della Commissione storica e dal 1927 fece parte del comitato della medesima. Gli è stato assegnato il comitato di redazione dell'Annuario della storia della Bassa Sassonia, ma ha lasciato l'incarico quando fu mandato agli Archivi di stato segreti di Berlino-Dahlem. Nel 1929 fu eletto membro corrispondente dell'Accademia delle Scienze di Göttingen.

### Il pensionamento e la morte
Nel settembre del 1943 andò in pensione, per morire quasi tre anni dopo, dopo aver patito grandi sofferenze in una Germania devastata dalla seconda guerra mondiale.

### La concezione dell'archivio di Brennecke
Con le sue lezioni d'archivio presso l'Istituto prussiano di scienze archivistiche - pubblicato dopo la sua morte sotto il titolo di Archivkunde - è diventato il fondatore di una metodologia di archiviazione indipendente e di una tipologia storico-archivistica. Se infatti in Italia e secondo la definizione data dal Consiglio Internazionale degli Archivi (ICA o CIA) per archivio si intende la produzione o l'acquisizione di documenti da parte di un soggetto produttore in tutte le fasi della sua vita (archivio corrente, archivio di deposito e archivio storico), per Brennecke l'archivio non è unitario nelle sue fasi di vita, ma si distingue nettamente in base alla funzione che le carte documentarie assumono in base alla loro praticità. Per esempio, Brenneke definisce con «Registratur» o «Kanzleiarchiv» l'archivio corrente e quello di deposito con il termine «Urkundenarchiv», mentre riserva soltanto alla fase storica la funzione di archivio propriamente detto:

(Brenneke, p. 125)

## Opere
- (DE) Adolf Brenneke, Die ordentlichen direkten Staatssteuern Meklenburgs im Mittelalter, Marburg, Università di Marburgo, 1900, OCLC 28859175.
- (DE) Adolf Brenneke, Vor- und nachreformatorische Klosterherrschaft und die Geschichte der Kirchenreformation im Fürstentum Calenberg-Göttingen, collana Historische Kommission für Niedersachsen und Bremen, Hannover, Helwing, 1929, OCLC 238862827.
- (DE) Adolf Brenneke e Albert Brauch, Die calenbergischen Klöster unter Wolfenbütteler Herrschaft, 1584–1634, Göttingen, Vandenhoeck & Ruprecht, 1956, OCLC 4850534.
- (DE) Adolf Brenneke, Archivkunde: e. Beitr. zur Theorie u. Geschichte d. europ. Archivwesens, a cura di Wolfgang Leesch, München New York London Paris, Saur, 1988, ISBN 3-598-10785-4.
«Nachdr. d. Orig.-Ausg. Leipzig, Koehler u. Amelang, 1953», in italiano:  Adolf Brenneke, Archivistica. Contributo alla teoria ed alla storia archivistica europea (PDF), a cura di Renato Perrella, Milano, Giuffrè, 1968  [1953], SBN SBL0074079. URL consultato il 7 marzo 2019 (archiviato dall'url originale il 12 febbraio 2019). Nella prefazione a cura di Renato Perrella, vi è anche una breve nota biografica: 
  -  Renato Perrella, Adolf Brenneke - Biografia e scritti (PDF),  pp. 11-18. URL consultato il 7 marzo 2019 (archiviato dall'url originale il 12 febbraio 2019).
- (DE) Adolf Brenneke, Archivkunde. Bd. 2. Internationale Archivbibliographie: mit besonderer Berücksichtigung des deutschen und österreichischen Archivwesens, a cura di Wolfgang Leesch, 2ª ed., Monaco di Baviera - New Providence - Londra-Parigi, Saur, 1993, OCLC 830191282.